# Batalla de la bahía de Fukuda
La batalla de la bahía de Fukuda fue un enfrentamiento entre fuerzas del imperio portugués y tropas feudales de Japón en 1565, el primer choque directo documentado entre europeos y nipones. En él, una flotilla de samuráis del clan Matsura trató de capturar dos barcos portugueses en Fukuda, pero fue repelida y derrotada. La batalla tuvo lugar 9 años antes de la batalla de Manila, en la que el imperio español experimentaría su propio primer encontronazo ante combatientes japoneses.

## Contexto
En 1543, los europeos hicieron contacto con Japón cuando un junco, perteneciente al pirata chino Wang Zhi y llevando a mercaderes portugueses como pasajeros, naufragó en Tanegashima. Más tarde, los portugueses introdujeron el arcabuz en Japón, proporcionando una nueva y poderosa arma en los conflictos del período Sengoku que se estaban llevando a cabo. El descubrimiento de Japón resultó de interés para comerciantes y misioneros jesuitas a la par, ya que podía resultar una fuente potencial de bienes y conversos respectivamente. Por su parte, los señores de la guerra de Kyushu deseaban la presencia de las carracas portuguesas en sus puertos, ya que de ellas obtenían mercancías valiosas y armas.
Inicialmente, los portugueses hicieron de Hirado su base de operaciones, ya que resultaba familiar a sus contactos piratas, aunque también visitaron Kagoshima, Yamagawa, Hiji y Funai. En esto hubo un conflicto de intereses, ya que los comerciantes deseaban un puerto estable desde el que montar operaciones comerciales en terreno seguro, mientras que los jesuitas deseaban visitar el máximo posible de lugares para propagar su doctrina. El daimyo de Hirado, Matsura Takanobu, se mostró indulgente con los misioneros debido a su asociación con los mercaderes, pero la situación cambió una vez los religiosos comenzaron a destruir imágenes budistas y quemar libros de sus templos. Takanobu ordenó expulsar a los misioneros de Hirado en 1558 y les prohibió regresar en cinco años. En 1561, antes del fin del plazo, las relaciones empeoraron todavía más, ya que tuvo lugar en Kagoshima una riña tumultuaria en la que 15 portugueses fueron muertos.
En vista de tal situación, los capitanes portugueses vieron apto encontrar un puerto más seguro. El primer candidato fue Yokoseura (actualmente Saikai), ya que el daimyo local, Ōmura Sumitada, se mostró tan receptivo a los extranjeros que incluso se convirtió a la fe cristiana en 1563. Sin embargo, la impopularidad de esta religión ocasionó que numerosos vasallos de Ōmura se alzaron en armas y quemaran la ciudad por completo. Los mercaderes, acosados por circunstancias que no cesaban de empeorar, se vieron obligados entonces a regresar a Hirado y probar suerte de nuevo con Matsura, pero allí un incendio destruyó parte de las mercancías portuguesas, desatando acusaciones y rumores de sabotaje por parte del daimyo, y conduciendo a un estado de hostilidad general.

## Batalla

### Preludio
En 1565, el capitán luso João Pereira, veterano de escaramuzas en la India, hizo escala en el puerto reconstruido de Yokoseura con la intención de llevar sus naves hasta Hirado. Sin embargo, recordando las malas relaciones con Matsura, los jesuitas locales le disuadieron de este plan, y en su lugar le aconsejaron comerciar con otro puesto controlado por el cristiano Ōmura en la bahía de Fukuda. La carraca de Pereira recibió la escolta de un galeón perteneciente a Diogo de Meneses, capitán de Malacca.
Enfurecido por el rechazo de Pereira, Matsura decidió llevar a cabo una acción punitiva contra los portugueses. Concertó una reunión con mercaderes nipones provenientes de Sakai, que se hallaban decepcionados al no haber encontrado a los lusos en Hirado, y les propuso una operación conjunta de saqueo, ofreciéndoles la mitad del botín conseguido en un ataque a Fukuda si ellos le prestaban sus barcos para llevar a cabo el mismo. De este modo, Matsura se procuró diez buques de tamaño medio o sekibun, a los que añadió 60 de sus propias canoas de abordaje llamadas kobaya. El contingente, con varios centenares de samuráis del clan Matsura a bordo, puso rumbo al punto de reunión de Fukuda.
Los jesuitas locales se enteraron de los movimientos del clan Matsura y mandaron aviso a Pereira, pero éste no les dio credibilidad y a causa de ello no estableció medidas defensivas. La aparición de la flotilla de Hirado en el horizonte del 18 de octubre supuso, pues, una emergencia para el bando portugués. Los japoneses atacaban en su mejor oportunidad, ya que gran parte de los lusitanos habían desembarcado y no podían volver a los buques. En la carraca sólo quedaban 80 tripulantes, menos de un tercio de su capacidad, acompañados solo por alguna cantidad de esclavos negros y de mercaderes chinos que iban de pasajeros.

### Combate
Debido a la falta de preparación de las embarcaciones portuguesas, los japoneses pudieron aproximarse y abordarlas sin dificultades. Uno de los primeros samuráis en escalar hasta la borda, identificando a Pereira como el capitán, disparó un mosquetazo que alcanzó en la cabeza al luso, el cual salvó la vida solamente gracias a que su capacete aguantó el impacto. Los tripulantes se llevaron al capitán a su camarote mientras trataban de repeler el abordaje, pero el arrojo y la superioridad numérica de los atacantes les abrumó momentáneamente, hasta el punto de que un grupo de nipones accedieron a la estancia, tomaron de rehén a Pereira y trataron de llevarse su escritorio, probablemente en busca de sus documentos comerciales. Sólo entonces los portugueses comenzaron a rehacerse, consiguiendo rescatar al capitán y abatir a los japoneses.
En aquel momento, aprovechando que la flota nipona se había concentrado en atacar la carraca, más cercana a sus posiciones, el galeón portugués maniobró para flanquearles y descargó su artillería contra el contingente de Matsura. El gran número de los efectivos japoneses, así como la construcción endeble de sus embarcaciones, les volvía blancos muy vulnerables a los potentes cañones europeos, por lo que el contraataque les causó enormes daños, incrementados en particular al verse cogidos entre dos fuegos. Dos horas de cañoneo después, tras perder tres sekibun completos y más de 70 hombres al fuego enemigo, amén de más de 200 heridos, los japoneses rompieron filas y emprendieron la retirada. Victoriosos, los portugueses permanecerían en la zona hasta noviembre, momento en que regresaron a Macao.

## Consecuencias
El prestigio de los portugueses a ojos de los nativos se incrementó enormemente con esta inesperada victoria, ya que, hasta entonces, los japoneses les habían considerado meros mercaderes, no más peligrosos que los chinos. Las armas europeas también probaron su valor, especialmente contra los armamentos y embarcaciones locales. Los lusos continuaron recalando en Fukuda y Kuchinotsu por unos cuantos años más, pero al cabo del tiempo se trasladaron a Nagasaki por ofrecimiento de Omura. Nagasaki era por entonces un mero pueblo pesquero, pero su puerto estaba mejor situado, y la consecuente actividad comercial le ayudó a crecer hasta convertirse en el mayor centro de comercio extranjero del país.